# Otto Kühne
Otto Kühne ps. Monsieur Schumann, Colonel Robert (ur. 12 maja 1893 w Berlinie, zm. 8 grudnia 1955 w Brandenburg an der Havel) – niemiecki komunista, antynazista i antyfaszysta, bojownik francuskiego ruchu oporu.

## Życiorys
Syn robotnika. Z zawodu kolejarz, w 1914 powołany do służby w Armii II Rzeszy. W 1919 wstąpił do Niezależnej Socjaldemokratycznej Partii Niemiec a rok później (jako działacz lewego skrzydła USPD) do Komunistycznej Partii Niemiec.
Po zwolnieniu ze służby wojskowej w 1918 pracował do 1925 w magazynie kolejowym Pankow. Jako działacz związków zawodowych Kühne poprowadził ogólną radę zakładową Reichsbahn w Berlinie. W Ministerstwie Transportu Rzeszy był członkiem głównej rady zakładowej. Od 1925 roku należał do kierownictwa powiatowego KPD w Berlinie, uczestnik X Zjazdu KPD. W latach 1925–1927 przebywał w Moskwie, po powrocie do kraju znalazł się w KC KPD. W latach 1931–1933 zasiadł w Reichstagu.
Po pożarze Reichstagu aresztowany przez nazistów. Na skutek pomyłki zwolniony z więzienia, wyemigrował do Danii. Przez pewien czas przebywał w Wielkiej Brytanii, skąd wyjechał w 1937 do Hiszpanii. Walczył w XI Brygadzie Międzynarodowej im. Ernsta Thälmanna jako jej komisarz polityczny. Po upadku Republiki przedostał się do Francji, gdzie został internowany w La Rochelle.
Po wybuchu II wojny światowej przeniesiony do obozu w Libourne. W 1940 uciekł do Marsylii. W Chanac stworzył z byłych żołnierzy Brygad Międzynarodowych organizację ruchu oporu, która podporządkowała się konserwatywnej organizacji La Résistance Combat. Przyjmuje w tym czasie pseudonim "Monsieur Schumann" (pol. "Pan Schumann") i obejmuje dowództwo nad maquis de Bonnecombe. Wiosną 1942 nawiązał kontakt z Francuską Partią Komunistyczną i jej zbrojnym ramieniem – Wolnymi Strzelcami i Partyzantami Francuskimi. Przyjęty w skład Wolnych Strzelców i Partyzantów – Imigranckiej Siły Roboczej (odłam FTP złożony z obcokrajowców) pozostając na poprzednim stanowisku. Na początku 1944 zostaje oficerem politycznym maquis "Montaigne".
Wiosną 1944 walczy z Wehrmachtem, Waffen-SS, Feldgendarmerie i kolaboracyjną Milicją Francuską w rejonach Saint-Étienne-Vallée-Française, La Rivière i Hures-la-Parade. W chwili wybuchu ogólnokrajowego powstania Otto Kühne zostaje, pod pseudonimem "Colonel Robert" (pol. "Pułkownik Robert"), komendantem maquis de Lozère. Przyjmuje do swojego oddziału dezerterów z Wehrmachtu (głównie Ormian). W czerwcu zostaje awansowany do stopnia podpułkownika i odznaczony Krzyżem Wojennym z brązową gwiazdą. W lipcu 1944 ma pod swoimi rozkazami ok. 2700 ludzi. Reprezentował w Lyonie Komitet Wolnych Niemiec na Zachodzie.
W październiku 1944 objął kierownictwo nad emigracyjną KPD w Prowansji. W maju 1945 wrócił do Niemiec, w Niemieckiej Komisji Gospodarczej pełnił funkcję szefa Centralnej Administracji Transportu. W grudniu 1949 został nadburmistrzem Brandenburg an der Havel. Stanowisko to utracił po powstaniu ludowym, gdyż według kierownictwa Socjalistycznej Partii Jedności Niemiec zbyt łagodnie obchodził się ze strajkami.
Pochowany na Cmentarzu Centralnym w Berlinie.

## Awanse
- Komisarz Polityczny Brygady (Comisario de Brigada) - Brygady Międzynarodowe
- podpułkownik (Lieutenant-colonel) - czerwiec 1944; Francuskie Siły Wewnętrzne

## Odznaczenia
- Krzyż Wojenny 1939–1945 z brązową gwiazdą – 1944